# Voile solaire

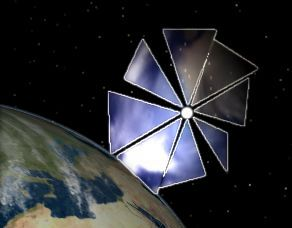
La voile solaire Cosmos 1

Une voile solaire, aussi appelée voilier solaire ou photovoile, est un dispositif de propulsion utilisant la pression de rayonnement émise par les étoiles pour se déplacer dans l'espace à la manière d'un voilier. Compte tenu de la faible propulsion générée, le procédé ne permet pas de quitter la surface d'une planète (même dénuée d'atmosphère, et donc de friction). Il est en revanche utilisable sur un appareil ayant déjà atteint la vitesse de satellisation minimale, voire la vitesse de libération. Plusieurs prototypes de petite taille, destinés à mettre au point les systèmes de déploiement et de contrôle d'orientation particulièrement délicats, ont été placés en orbite ou sont en cours de développement : IKAROS (173 m2) de l'agence spatiale japonaise (JAXA), lancée en 2010, ou Sunjammer, voile solaire de 1 200 m2 dont le développement a été arrêté par la NASA en 2014.

## Principe général
La voile solaire est propulsée par la pression produite par les photons qui viennent la percuter. Plus la voile est grande et réfléchissante, plus grande est la force de propulsion. On peut alors, en inclinant la voile ou en agissant sur sa voilure, modifier la surface offerte à la lumière et ainsi doser l'équilibre des forces pour « piloter » la voile. À la manière d'un bateau à voile utilisant la force de l'eau et du vent, un engin spatial à voile solaire peut utiliser la force gravitationnelle et la force de poussée photonique pour naviguer dans l'espace.
Le principal intérêt réside dans l'absence de carburant pour un véhicule muni d'un tel dispositif. Cela permet d'envisager une très grande autonomie de déplacement dans le système solaire.

### Action de la pression de radiation sur la voile solaire

#### Impulsion d'un photon «moyen»
Un corps massif animé d'une vitesse par rapport à un repère possède dans celui-ci une quantité de mouvement qui est le produit {\displaystyle m\mathbf {v} }. Une particule sans masse (comme un photon) possède une caractéristique s'exprimant dans la même unité et qui se nomme l'« impulsion » : le rapport de son énergie sur sa célérité.
Pour des raisons de conservation, l'absorption de la particule par une cible engendre un recul de celle-ci selon la formule :
{\displaystyle p={\frac {h\nu }{c}}={\frac {h}{\lambda }}}
avec
{\displaystyle p} : norme du vecteur quantité de mouvement (en kg m s−1)
{\displaystyle h} : constante de Planck : 6,63 × 10−34 J s
{\displaystyle \nu } : fréquence (en hertz)
{\displaystyle c} : vitesse de la lumière : 3 × 108 m s−1
{\displaystyle \lambda } : longueur d'onde (en mètre)
Si la particule est réfléchie et non absorbée, elle transmettra le double de son impulsion.
Pour simplifier les calculs, supposons que le Soleil n'émette pas un panachage de longueurs d'onde, mais juste une longueur d'onde de 0,5 μm.
- L'impulsion de chaque photon sera donc voisine de 1 × 10−27 kg m s−1,

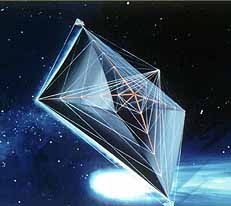
Vue d'artiste d'une voile solaire

- et son énergie Ep = 3,96 × 10−19 J, soit 2,5 eV.

#### Usage macroscopique
Le Soleil émet une puissance totale Es = 3,9 × 1026 W. Cela représente Es/Ep = 1045 photons par seconde.
Sur orbite terrestre, ces photons se répartissent sur une sphère de 150 millions de kilomètres de rayon, soit une surface de 2,8 × 1023 m2.
Cela représente une densité de 1045 / (2,8 × 1023), soit 3,57 × 1021 photons s−1 m−2.
On multiplie par le double de l'impulsion de chacun pour obtenir l'impulsion maximale que peut recueillir 1 m2 de voile solaire sur orbite terrestre, soit 9,4 × 10−6 kg m s−1 m−2.
Pour accélérer 1 kg d'1 m/s2, il faut donc au minimum une surface de 106 383 m2, soit un carré de 326 m × 326 m, la masse de cette voile étant à déduire pour obtenir la charge utile. Une voile de cette taille utilisant moins d'1 kg de matière se romprait immédiatement sur Terre sous n'importe quel courant d'air, mais ce problème n'existe évidemment pas à cette ampleur dans l'espace.

#### Importance du vent solaire
On peut aussi penser au vent solaire (flux de particules chargées électriquement, expédiées hors du Soleil) comme contribution au phénomène. Voici un petit calcul pour fixer les idées.
Les caractéristiques du vent solaire au niveau de la Terre sont:
Vitesse des particules : environ 500 km/s = 5 × 105 m/s.
Densité : environ 10 particules par centimètre cube, soit 107 particules par mètre cube.
En une seconde et sur 1 m2, il arrive donc N = 5 × 105 × 107 = 5 × 1012 particules.
La composition est variable, mais contient essentiellement des électrons et des atomes d'hydrogène ionisé (c’est-à-dire des protons). La masse de chaque particule peut être estimée à : m = 2 × 10−27 kg.
Si elles rebondissent complètement sur la voile, chacune va transmettre à la voile une impulsion égale au double de la sienne, soit p = 2 m v = 2 × 10−21 kg m s−1.
L'accélération subie par 1 m2 est donc : a = N × p / 1 s = 10-8 m/s2.
Tout ceci est une estimation haute. Si on compare à la pression radiative trouvée précédemment (soit 5×10-6), le vent solaire ne contribue au mieux qu'à 0,2 % du total. Et, en fait, si on tient compte de la proportion d'électrons (la moitié du flux), plus les arrondis, plus la faible réflexion des ions, qui vont plutôt s'incruster dans la voile, on pourrait au moins diviser par 4 cet ordre de grandeur, soit au bout du compte une contribution de l'ordre de 0,05 %, autant dire négligeable.
Par contre, on peut envisager d'utiliser le champ magnétique créé par des particules chargées électriquement pour se propulser, à l'aide d'une voile magnétique.

### Conception

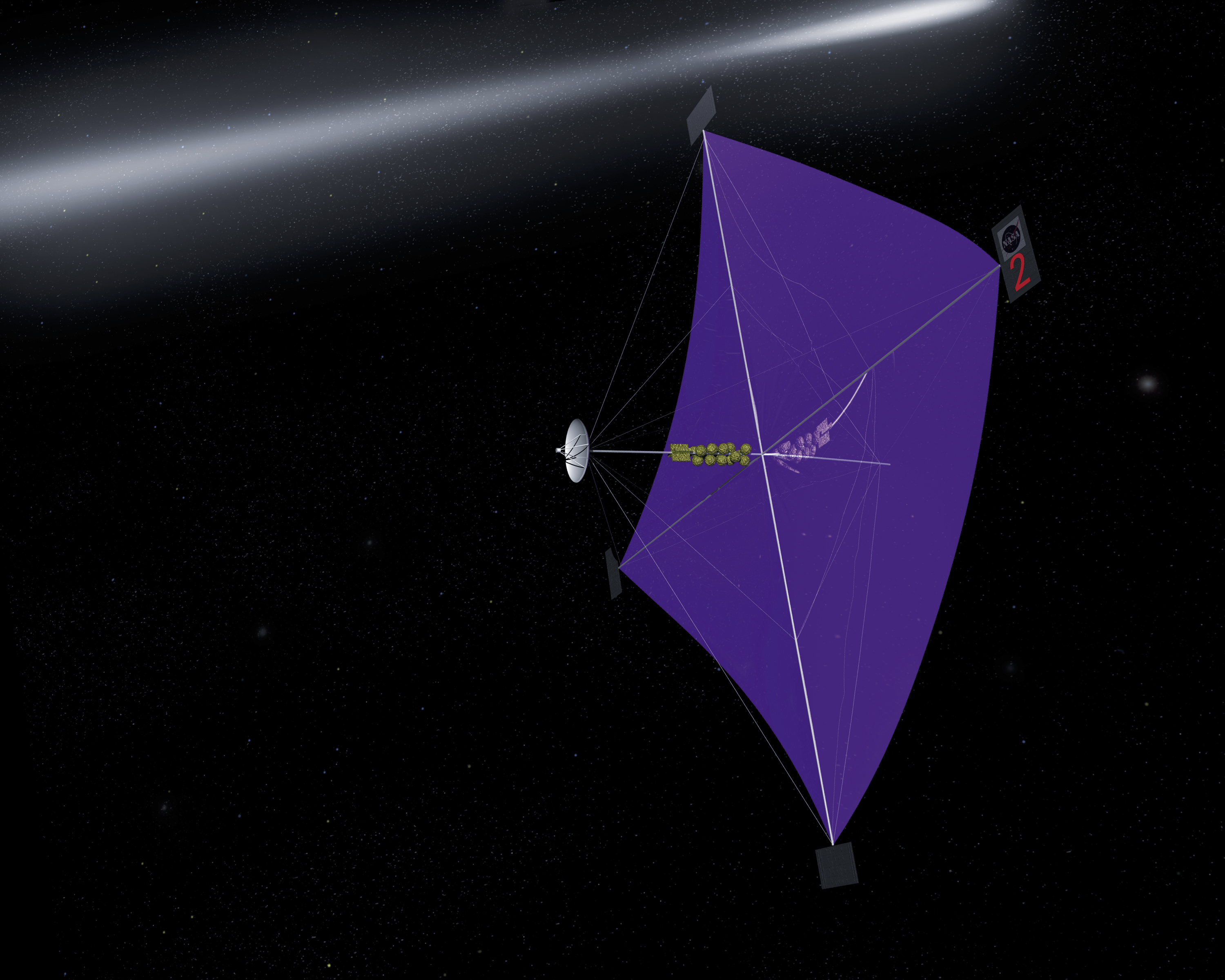
Étude de la NASA d'une voile solaire. La voile ferait 500 mètres de large.

On comprend dès lors que la surface offerte par la voile est une caractéristique primordiale dans les performances de ce moyen de propulsion (une voile de 110 000 m2 est nécessaire pour obtenir une poussée d'1 kg m/s2). La difficulté va être alors de transporter cette voile lors des mises en orbite de ces engins, de la déployer et de la diriger dans le vide spatial.
Différentes formes de voiles existent :
- les voiles carrées solides et faciles à diriger mais complexes à déployer et moins performantes car offrant moins de surface utile aux rayons solaires ;
- les voiles rondes déployées par mouvement de rotation sont plus faciles à transporter mais très complexes à diriger ;
- les voiles héliogyres constituées de pales fixées autour d'un axe central plus faciles à déployer et à diriger mais moins rigides et donc plus fragiles.

La qualité de la voilure est aussi importante. Elle doit être solide et légère et avoir un pouvoir de réflexion de la lumière maximal. Lors de la conception d'un moyen de propulsion pour le futur satellite d'étude de la comète de Halley en 1973, la voile solaire était conçue en polymère de mylar et de kapton de seulement quelques micromètres d'épaisseur.

## Réalisations
Plusieurs voiles solaires ont été lancées dans l'espace ou sont à l'étude ou en cours de développement. Il s'agit de prototypes destinés à mettre au point les différents systèmes spécifiques à ce type de propulsion en particulier le déploiement de la voile et l'orientation de la poussée. IKAROS est une voile solaire développée par l'agence spatiale japonaise, la JAXA, lancée en 2010 et toujours opérationnelle en 2014. Sa superficie de 173 m² lui permet un changement de vitesse maximal de 12 m/s au bout d'un mois. D'une masse totale de 315 kg dont 2 kg pour la voile solaire, elle circule sur une orbite héliocentrique de 10 mois. NanoSail-D2 est une petite voile solaire de 10 m² réalisée pour la NASA et qui a été lancée en 2011. La suite de ce projet est Sunjammer, une voile solaire de 1200 m², qui devait être lancée en 2015 mais dont le développement a été arrêté en 2014. Enfin LightSail-1 est une voile solaire de 32 m² développée par la Planetary Society et dont le lancement est planifié en 2016.
| Désignation | Concepteur        | Date lancement | Statut                 | Superficie voile | Matériau                        | Masse dont voile | Poussée         | Système d'orientation                 | Orbite                | Commentaire |
| ----------- | ----------------- | -------------- | ---------------------- | ---------------- | ------------------------------- | ---------------- | --------------- | ------------------------------------- | --------------------- | ----------- |
| IKAROS      | JAXA              | 2010           | opérationnel           | 173 m²           | polyimide de 7,5 μm d'épaisseur | 315 kg / 15 kg   | 1,6 millinewton | Écran à cristaux liquides             | orbite héliocentrique |             |
| NanoSail-D2 | NASA              | 2011           | mission achevée        | 10 m²            | CP1 de 7,5 μm d'épaisseur       | 4 kg / ? kg      | ? millinewton   | ?                                     | orbite basse          |             |
| Sunjammer   | NASA              | -              | projet abandonné       | 1200 m²          | kapton de 5 μm d'épaisseur      | ? kg / 32 kg     | 10 millinewton  | portions de voile solaire orientables | Point de Lagrange L1  |             |
| LightSail-1 | Planetary Society | 2016           | mission achevée        | 32 m²            | mylar                           | 4 kg / ? kg      | ? millinewtons  |                                       | orbite basse          |             |
| LightSail-2 | Planetary Society | 25 juin 2019   | déployée dans l’espace | 32 m²            | mylar                           | ?                | ? millinewtons  |                                       | orbite basse          |             |

## Historique
- 1616 : Effets de la lumière sur les trajectoires des corps célestes observés par Johannes Kepler à partir de l'orientation des queues des comètes à l'opposé du Soleil.
- 1873 : Travaux de James Clerk Maxwell sur l'électromagnétisme permettant d'expliquer ce phénomène.
- 1889 : Faure et Graffigny, romanciers français de science-fiction, imaginent un vaisseau spatial utilisant un immense miroir pour recueillir la pression de la lumière solaire.
- 1901 : Pyotr Lebedev met en évidence la pression des radiations[2].[Comment ?] [réf. nécessaire]
- 1915 : Travaux de Yakov Perelman en Russie. [réf. souhaitée]
- 1921 : Évocation, par Constantin Tsiolkovski de l'utilisation de la pression de la lumière solaire pour voyager dans l'espace[3].
- 1924 : Les travaux de Friedrich Tsander, en URSS, énoncent l'idée d'utiliser des miroirs pour les vols dans l’espace interplanétaire : « pour les vols dans l'espace interplanétaire, je travaille sur l'idée d'utiliser de formidables miroirs faits de feuilles extrêmement minces et capables d'obtenir des résultats intéressants »[4].
- 1955 : Hermann Oberth développe le concept de miroir de l'espace servant à capter les rayonnements solaires.
- 1955-1966 : Cordwainer Smith  développe le principe de la voile solaire dans ses romans et nouvelles constituant les Seigneurs de l'Instrumentalité.
- 1958 : Invention de l'expression « Voilier Solaire » par Richard Garwin, dans le numéro de mars de Jet Propulsion. [réf. souhaitée][5]
- 1970 : L’effet de la pression solaire est utilisé pour l’orientation de la sonde Mariner 10 durant son vol vers Mercure.
- 1973 : La NASA et l’ESA engagent des travaux sur les voiliers solaires afin de rejoindre la comète de Halley en 1986 (le projet est abandonné en 1977 car la mise au point de cette technologie est trop lente).
- 1981 : Création en France de l'U3P, l'Union pour la Promotion de la Propulsion Photonique, association qui lance le projet d'une course Terre-Lune de voiliers solaires inhabités. Le projet est rejoint par des associations japonaises, étatsunienne, espagnole, ainsi que par l'International Astronautical Federation, qui propose d'arbitrer la course[6]. En 2023, la course n'a pas encore eu lieu.
- 2005 : 21 juin, lancement de Cosmos 1, le premier engin spatial à voile solaire : c'est un échec lors de la mise en orbite.
- 2007 : Le Japon envisage une sonde propulsée par la voile solaire IKAROS, et étudie avec l'ISAS, qui a lancé un appel a propositions, le matériel scientifique qui pourrait être emporté par cette sonde, qui devrait être lancée par la fusée japonaise H-IIA  avec le satellite PLANET-C[7] qui doit explorer Vénus (lancement prévu en 2010).
- 2008 : Échec du lancement de Nanosail-D le 3 août.
- 2010 : Lancement réussi le 20 mai d'IKAROS, et le 20 novembre du micro-satellite FASTSAT incluant la voile solaire Nanosail-D2.
- 2011 : Déploiement réussi de Nanosail-D2 le 20 janvier.
- 2024 : Lancement réussi le 23 avril de la voile solaire de 80 m² Advanced Composite Solar Sail System (ACS3) de la NASA, déployée le 29 août 2024[8].

## Dans la fiction
La voile solaire est un thème de science-fiction :
- Les sondeurs vivent en vain (1950), nouvelle du cycle Les Seigneurs de l'Instrumentalité, de Cordwainer Smith
- Les Voiliers du soleil (1961), roman de Gérard Klein
- La Planète des singes (1963), Pierre Boulle.
- La Poussière dans l'œil de Dieu (1974), roman de Larry Niven et Jerry Pournelle
- Le Vol de la Libellule (1984) (1986 pour la traduction française), roman de Robert Forward
- Star Trek: Deep Space Nine, épisode "Explorers" (épisode 22 de la saison 3). Les « vaisseaux-lumières » utilisent la lumière d'une étoile et des voiles spécialement construites pour les propulser dans l'espace.
- Star Wars, épisode II : L'Attaque des clones (2002) : le vaisseau personnel du Comte Dooku est équipé d'une voile solaire.
- Le Papillon des étoiles (2006), roman de Bernard Werber
- Alien: Covenant (2017), film de Ridley Scott
- Cosmos: Possible Worlds (2020), série télévisée documentaire américaine animée par Neil deGrasse Tyson
- For All Mankind (série télévisée) (2019), épisode "Happy Valley" (épisode 4 - saison 3). En direction de Mars en 1995, dans l'uchronie de For All Mankind (série télévisée), le vaisseau de la NASA "Sojourner 1" déploie sa voile solaire dans le but d'arriver sur Mars (planète) avant l'Union Soviétique et Hélios.
- Star Trek: Strange New Worlds, épisode "Spock Amok" (épisode 5 de la saison 1). Les Rongoviens viennent négocier avec leur vaisseaux amiral à voile solaire d'apparat.